# Maureen Wilton
Maureen »Moe« Wilton-Mancuso, kanadska atletinja, * 30. november 1953, Kanada.
Ni nastopila na poletnih olimpijskih igrah. 6. maja 1967 je postavila svetovni rekord v maratonu v starosti trinajst let, ki ga je držala do septembra istega leta.
| Rekordi                     | Rekordi                                                         | Rekordi                      |
| --------------------------- | --------------------------------------------------------------- | ---------------------------- |
| Predhodnik: Mildred Sampson | Svetovna rekorderka v maratonu 6. maj 1967 – 16. september 1967 | Naslednik: Anni Pede-Erdkamp |